# Stiasny-Bücherei
Die Stiasny-Bücherei ist eine österreichische deutschsprachige monografische Buchreihe, die im Stiasny Verlag in Graz und Wien in den Jahren von 1956 bis 1968 erschienen ist. Die Reihe umfasst ungefähr 170 Bände. Teils erschien diese Taschenbuch-Reihe unter dem Titel Das österreichische Wort. Die Reihe wurde von dem Lektor Viktor Suchy inspiriert. Die Texte stammen überwiegend von repräsentativen österreichischen Schriftstellern. Der Schriftsteller Gerhard Fritsch arbeitete als Zeitschriftenherausgeber und Verlagsberater bei Müller und Stiasny und leitete im Stiasny-Verlag das Wiener Büro und besorgte die Stiasny-Bücherei. Bevor die Stiasny-Bücherei gegründet wurde, zählten Rudolf Henz, Alfred Weikert und Hans Brunmair zum 'Triumvirat der Literaturförderung in Österreich'.
Die Stiasny-Bücherei war finanziell weitgehend von Subventionen des österreichischen Unterrichtsministeriums abhängig. Ein Strafverfahren wegen Bestechlichkeit gegen den zuständigen Sektionschef Alfred Weikert endete im März 1969 mit der Verurteilung Weikerts und des Stiasny-Verlagsleiters Gerhard Zerling. Der darauf folgende wirtschaftliche Zusammenbruch des Stiasny-Verlages führte zum Selbstmord des Verlagsleiters Zerling und seiner Ehefrau am 31. Juli 1969.

## Auswahl
- 1 Ferdinand von Saar: Bis an die Grenzen der Seele. 1956
- 2 Kudrun. 1957
- 3 Anton Prokesch von Osten: Abendland – Morgenland. 1956
- 4 Johann Nestroy: Der Unbedeutende. 1957
- 5 Nikolaus Lenau: Blick in den Strom. 1957
- 6 Adalbert Stifter: Ich gebe den Schmerz nicht her … 1957
- 7 Theodor Däubler: Echo ohne Ende. 1957
- 8 Charles Sealsfield: … und er meinte die Freiheit. 1957
- 9 Jakob Julius David: Endlos währte die Nacht. 1957
- 10 Ferdinand Raimund: Die gefesselte Phantasie. 1957
- 11 Leopold von Sacher-Masoch: Dunkel ist dein Herz, Europa. 1957
- 12 Johann von Saaz (Johann von Tepl): Der Ackermann aus Böhmen. 1957
- 13 Joseph von Hammer-Purgstall: An der Schwelle zum Orient. 1957
- 14 Otto Stoessl: Egon und Danitza. 1957
- 15 Bruno Ertler: Das klingende Fenster. 1957
- 16 Abraham a Sancta Clara: So bist du, Welt. 1958
- 17 Rudolf Henz: Der Büßer. 1957
- 18 Heinrich Laube: Der Theatercaesar. 1958
- 19 Betty Paoli: Die schwarzgelbe Hyäne. 1958
- 20 Friedrich von Schwarzenberg: Viele Fahnen wehten über mir. 1957
- 21 Felix Braun: „Unerbittbar bleibt Vergangenheit“. 1957
- 22 Joseph Richter: … bekannt als Eipeldauer. 1957
- 23 Friedrich Wallisch: Die Wahrheit spricht das Urteil. 1957
- 24 Hermann von Gilm: Aus bergkristallener Schale. 1958
- 25 Enrica von Handel-Mazzetti: Ein groß Ding ist die Liebe. 1958
- 26 Franz Grillparzer: Dichter der letzten Dinge. 1958
- 27 János László Pyrker: Mit Krummstab und Leyer. 1958
- 28 Ludwig Anzengruber: Doppelselbstmord. 1958
- 29 Jakob Philipp Fallmerayer: Der Fragmentist. 1958
- 30 Franz Stelzhamer: Der Teufelsbeschwörer. 1958
- 31 Marie von Ebner-Eschenbach: Weisheit des Herzens. 1958
- 32 Friedrich von Gagern: Jäger und Gejagte. 1958
- 33 Anastasius Grün: Zeit ist eine stumme Harfe. 1958
- 34 Karl Schönherr: Frau Suitner. 1958
- 35 Ignaz Franz Castelli: Untermieter im Parnass. 1958
- 36 Karl Emil Franzos: Halb-Asien. 1958
- 37 Ulrich von Liechtenstein: Narr im hohen Dienst. 1958
- 38 Michael Denis: Im schweigenden Tale des Mondes. 1958
- 39 Ferdinand Sauter: „… und das Glück lag in der Mitten“. 1958
- 40 Ernst von Feuchtersleben: Ein Dienst zur Nacht ist unser Leben. 1958
- 41 Franz Theodor Csokor: Du bist gemeint. 1959
- 42 Hermann Broch: Nur das Herz ist das Wirkliche. 1959
- 43 Christine Busta: Das andere Schaf. 1959
- 44 Walther von der Vogelweide: Herr Walther von der Vogelweide. 1959
- 45 Johann Gabriel Seidl: Der Leiermann. 1959
- 46 Robert Hamerling: Ahasver in Rom. 1959
- 47 Hans Kaltneker: Gerichtet! Gerettet! [und andere Dichtungen]. 1959
- 48 Joseph Schreyvogel: Samuel Brinks letzte Liebe. 1959
- 49 Peter Rosegger: Waldlicht. 1959
- 50 Das österreichische Wort. Gedanken und Aussprüche großer Österreicher. Zusammengestellt von Ernst Machek. Mit einem Nachwort von Viktor Suchy. 1959
- 51 Das Nibelungenlied. 1960
- 52 Alfons Petzold: Einmal werden die Tage sich ändern. 1959
- 53 Arthur Schnitzler: Große Szene. 1959
- 54 Werner Riemerschmid: Die Himmel wechseln. 1960
- 55 Ferdinand Bruckner: Vom Schmerz und der Vernunft. 1960
- 56 Anton Wildgans: Gesang vom Menschen. 1959
- 57 Theodor Kramer: Einer bezeugt es. 1960
- 58 Kurt Klinger: Das Garn des Schicksals. 1959
- 59 Peter Altenberg: Reporter der Seele. 1960
- 60 Friedrich Schreyvogl: Bild und Sinnbild der Welt. 1959
- 61 Otto Hofmann-Wellenhof: Tendenz: Vorwiegend heiter. 1959
- 62 Konrad Celtis: Poeta laureatus. 1960
- 63 Hugo von Hofmannsthal: Komödie. 1960
- 64 Franz Kafka: Die kaiserliche Botschaft. 1960
- 65 Heimito von Doderer: Wege und Umwege. 1961
- 66 Ernst Martin Benedikt: Karl Joseph Fürst von Ligne: Genie des Lebens. 1961
- 67 Bertha von Suttner: „Rüstet ab“. 1960
- 68 Ferdinand Kürnberger: Spiegelungen. 1960
- 69 Richard Billinger: Würfelspiel. 1960
- 70 Oswald von Wolkenstein: Der mit dem einen Auge. 1960
- 71 Alma Johanna Koenig: Gute Liebe, böse Liebe. 1960
- 72 Richard von Schaukal: Musik der ruhenden Welt. 1960
- 73 Neidhart, von Reuental: Der große Schelm. 1960. Nach d. Textausg. von Moriz Haupt u. Edmund Wiessner ausgew., übertr. u. eingel. von Wilhelm Szabo
- 74 Max Brod: Die verbotene Frau. 1960
- 75 Viktor Suchy: Hoffnung und Erfüllung. Eine Anthologie österreichischer Gegenwartsdichtung (Beiträge von Aichinger, Braun, Gütersloh, Haushofer, Lavant, Kokoschka, Nabl, Perkonig, Waggerl, C. Zuckmayer u. a.). 1960
- 76 Franz Werfel: Das Reich der Mitte. 1961
- 77 Paul Rebhuhn: Susanna. 1961
- 78 Franz Hiesel: Ich kenne den Geruch der wilden Kamille. 1961
- 79 Stefan Zweig: Durch Zeiten und Welten. 1961
- 80 Josef Luitpold: Bruder Einsam. 1961
- 81 Josef Weinheber: Über alle Maßen aber liebte ich die Kunst. 1960
- 82 Laurentius von Schnifis: Nur zeige mir dein Angesicht. 1961
- 83 Vera Ferra-Mikura: Schuldlos wie die Mohnkapsel. 1961
- 84 Egon Friedell: Ist die Erde bewohnt? 1961
- 85 Ernst Waldinger: Gesang vor dem Abgrund. 1961
- 86 Franz Nabl: Der Tag der Erkenntnis. 1961
- 87 Paula von Preradović: Meerferne Heimat. 1961
- 88 Carl Zuckmayer: Hinein ins volle Menschenleben. 1961
- 89 Joseph Roth: Zwischen Lemberg und Paris. 1961
- 90 Wernher der Gärtner: Meier Helmbrecht. 1962
- 91 Christine Lavant: Wirf ab den Lehm. 1961
- 92 George Saiko: Die dunkelste Nacht. 1961
- 93 Wieland Schmied: Links und rechts die Nacht. 1962
- 94 Adolf Pichler: Tiroler Geschichten. 1961
- 95 Hans von Hammerstein: Der letzte Erbe. 1961
- 96 Ernst Schönwiese: Traum und Verwandlung. 1961
- 97 Ödön von Horváth: Unvollendet … 1961
- 98 Guido Zernatto: „… kündet laut die Zeit.“ Werke, hg. v. Hans Brunmayr. 1961
- 99 Josef Leitgeb: Ehe es Nacht wird. 1961
- 100 Otto Basil, Herbert Eisenreich und Ivar Ivask: Das große Erbe. Aufsätze zur österreichischen Literatur. 1962
- 101 Franz Karl Ginzkey: Laute und stille Gassen 1962
- 102 Elias Canetti: Welt im Kopf. 1962
- 103 Robert Musil: Utopie Kakanien. 1962
- 104 Karl Adolf Mayer: Das Jahr in Dijon. 1962
- 105 Rudolf Kassner: Der Blinde schaut. 1963
- 106 Imma Bodmershof: Unter acht Winden. 1962
- 107 Alexander von Villers: Briefe eines Unbekannten. 1962
- 108 Alexander Lernet-Holenia: Nächtliche Hochzeit. 1962
- 109 Arthur Fischer-Colbrie: Farbenfuge. 1962
- 110 Gerhard Fritsch: Geographie der Nacht. 1962
- 111 Kurt Adel: Papst und Humanist. Enea Silvio Piccolomini. 1962
- 112 Oskar Maurus Fontana: Mond im Abendrot. 1962
- 113 Johann Gunert: Kassandra lacht. 1962
- 114 Johannes Urzidil: Geschenke des Lebens. 1962
- 115 Karl Wawra: Quasi vom Himmel gefallen. 1965
- 116 Maria Grengg: Gemalte Blumen. 1962
- 117 Paula Grogger: Aus meinem Paradiesgarten. 1962
- 118 Franz Kranewitter: Die sieben Todsünden. 1962
- 119 Rudolf Felmayer: Repetenten des Lebens. 1963
- 120 Fritz Habeck: In eigenem Auftrag. 1963
- 121 Ernst Scheibelreiter: Das Viergespann. 1962
- 122 Reinhard Federmann: Der schielende Engel. 1963
- 123 Otto Weininger: Genie und Verbrechen (eingeleitet und ausgewählt von Walther Schneider). 1963
- 125 Paracelsus: Die große Wundarznei. 1963
- 125 Joseph Strelka (Hg.): Das zeitlose Wort. Eine Anthologie österreichischer Lyrik von Peter Altenberg bis zur Gegenwart. Eingeleitet und ausgewählt von Joseph Strelka, mit einem Nachwort von Ernst Schönwiese. 1964
- 126 Othmar Rieger: Das gewandelte Herz. 1963
- 127 Eduard von Bauernfeld: Bürgerlich und romantisch. 1964
- 128 Josef Wenter: Die Ordnung der Geschöpfe. 1963
- 129 Kurt Benesch: Verlust des Gefühls. 1965
- 130 Caroline Pichler: Madame Biedermeier. 1963
- 131 Rosa Mayreder: Krise der Väterlichkeit. 1963
- 132 Richard von Kralik: Gral und Romantik. 1963
- 133 Ernst Lothar: Die Tür geht auf. Notizbuch der Kindheit. 1963
- 134 Albert Paris Gütersloh: Gewaltig staunt der Mensch. 1963
- 135 Jakob Haringer: Der Hirt im Mond. 1965
- 136 Milo Dor: Ballade vom menschlichen Körper. 1966
- 137 Jeannie Ebner: Im Schatten der Göttin. 1963
- 138 Friedrich Hebbel: Gerittene Manifeste. 1963
- 139 Martina Wied: Das Einhorn. 1964
- 140 Theodor Sapper: Und wil ein liehter sumer komen. Minnesänger-Anthologie. Österreichs Minnesänger 1170–1445. 1964
- 141 Helmut Schwarz: Die Beförderung. 1963
- 142 Friedrich Torberg: Mit der Zeit – Gegen die Zeit. 1965
- 143 Fritz von Herzmanovsky-Orlando: Tarockanische Miniaturen. 1964
- 144 Herbert Zand: Der Weg nach Hassi el emel. 1965
- 145 Rainer Maria Rilke: Sage dienend, was geschieht. 1964
- 146 Harald Zusanek: Piazza. 1964
- 147 Erika Mitterer: Die Welt ist reich und voll Gefahr. 1964
- 148 Erwin Guido Kolbenheyer: Kindergeschichten. 1964
- 149 Hermann Schreiber: An den Quellen der Nacht. 1964
- 151 Otto Basil: Anruf ins Ungewisse. 1963
- 152 Raimund Berger: Die Ballade vom nackten Mann. 1965
- 155 Alma Holgersen: Ein Reh zu Gast. 1965
- 151 Franz Blei: Zwischen Orpheus und Don Juan. 1965
- 156 Gustav Meyrink: Der Engel vom westlichen Fenster. 1966
- 158 Moritz Gottlieb Saphir: Halbedelstein des Anstoßes. 1965
- 161 Hermann Bahr: Sinn hinter der Komödie. 1965
- 162 Ferdinand Ebner: Das Wunder des Wortes. 1965
- 163 Siegfried Freiberg: Von Winkeln und Welt. 1966
- 164 Anna Maria Achenrainer: Horizonte der Hoffnung. 1966
- 165 Marlen Haushofer: Lebenslänglich. 1966
- 166 Paul Ernst: Der Weise von Sankt Georgen. 1966
- 167 Wilhelm Szabo: Schnee der vergangenen Winter. 1966
- 168 Hans Kloepfer: Drei Welten. 1968
- 1000 Miroslav Krleža: Europäisches Alphabet. 1964
- 1001 Heinz Rieder: Geburt der Moderne. Wiener Kunst um 1900. 1964
- 1003 Friedrich Wallisch: Es hat mich sehr gefreut. 1967
- 1004 Rüdiger Engerth: Im Schatten des Hradschin. Kafka und sein Kreis. 1965
- 1005 Walter Zitzenbacher: Hanswurst und die Feenwelt: Von Stranitzky bis Raimund
- 1006 Arnold Keyserling: Der Wiener Denkstil. Mach, Carnap, Wittgenstein. 1965
- 1008 Friedrich Wallisch: Servus, Herr Oberst: altösterreichische Militärgeschichten von Prinz Eugen bis Conrad von Hötzendorf. 1965
- 1012 Konrad Schrögendorfer: Schicksal Burgtheater. 1966
- 1013 Arthur Fischer-Colbrie: Sie meinen Bad Ischl. 1966